# هربرت ليفين
هربرت ليفين (بالإنجليزية: Herbert Levine)‏ هو مصمم أزياء أمريكي، ولد في 1916 في نيويورك في الولايات المتحدة، وتوفي في 8 أغسطس 1991.